# Сику цюаньшу

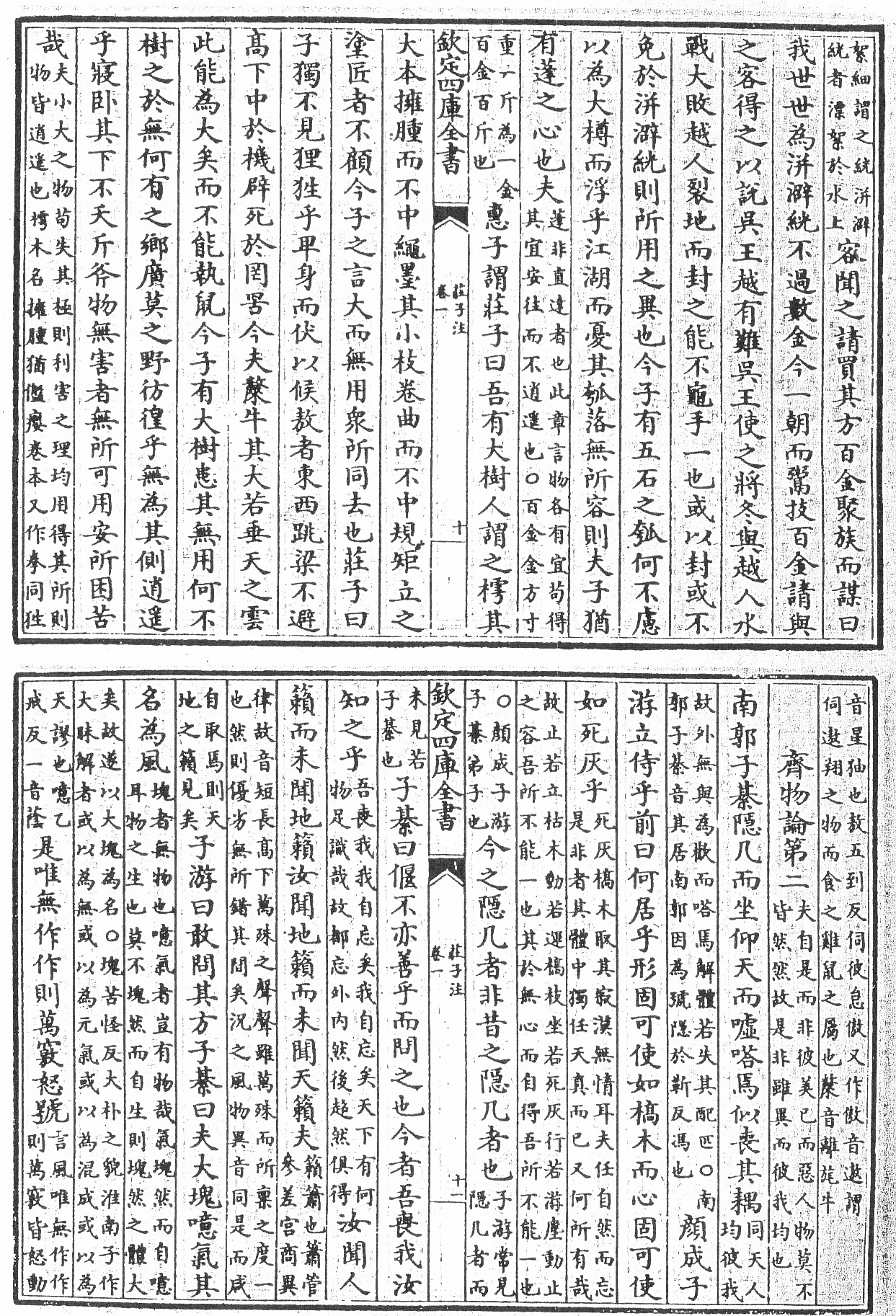
«Чжуан-цзи» з «Повного зібрання»

Сику́ цюаньшу́ (спрощ.: 四库全书; кит. трад.: 四庫全書; піньїнь: Sìkù Quánshū; літ.: 'Повне зібрання книг за чотирма розділами') — найбільше в історії зібрання творів китайської літератури. Поділяється на чотири розділи: «Канони» (経; китайський літературний канон), «Історії» (史; історичні та географічні трактати), «Учителі» (子; філософія, мистецтво, наука), «Збірки» (集; антології китайської літератури). Створене протягом 1772—1782 років за наказом імператора Хунлі з маньчжурської династії Цін. Мета створення — перевершення китайської енциклопедії Юнле, упорядкованої за часів ворожої маньчжурам династії Мін, та редакція текстів антиманьчжурської спрямованості. Складалося з 36 381 томів — 2,3 млн сторінок і 800 млн ієрогліфів. Над «Повним зібранням» працювало понад 10 тисяч редакторів. Було створено 4 копії зібрання для імператорських бібліотек в Забороненому місті, Старому літньому палаці, Мукденському палаці, Гірському притулку і ще три — для публічних бібліотек в Ханчжоу, Чженьцзяні і Янчжоу. Дві копії «Повного зібрання» загинули під час повстання тайпінів. Ще одна майже повністю згоріла в ході Другої опіумної війни. Інші чотири були пошкоджені під час Другої світової війни. Найбільш повна копія зібрання збереглася в Забороненому палаці. 1980 року були опубліковані її фотокопії в 1500 томах (доступні на CD-ROM).